# Paul Carrière
Paul Heinrich Friedrich Carrière (* 26. November 1887 in Straßburg; † 29. Dezember 1929 in Lübeck) war ein deutscher Musikpädagoge und Komponist.

## Leben
Paul Carrière stammte aus einer hugenottischen Familie. Er war ein Sohn des Hochschullehrers Justus Carrière und dessen Frau Sophie Marie, geb. von Hofmann; Moriz Carrière und Karl von Hofmann waren seine Großväter, Justus von Liebig sein Urgroßvater. 
Nach dem Besuch des Joachimsthalschen Gymnasiums in Berlin studierte er Philosophie und Kunstgeschichte an den Universitäten München und Heidelberg. Nebenher erhielt er Musikunterricht, unter anderem bei Hermann Zilcher und Rudolf Siegel. Er wechselte ganz zur Musik und studierte an der Hochschule für Musik in Berlin, vor allem bei Paul Juon und Engelbert Humperdinck. 
Danach wirkte er in Lübeck als Violin-, Gesangs- und Theorielehrer. Eine Zeitlang unterrichtete er auch an der Ernestinenschule. Er war Mitgründer des Lübecker Streichquartetts.
Im Juni 1914 hatte er in Berlin die Musiklehrerin Charlotte (Lotta) Emmi Martha, geb. Conti (1889–) geheiratet. Das Paar erwarb um 1920 ein Haus in Stawedder (heute Ortsteil von Sierksdorf) nahe der Ostsee. Hier nahmen sie auch Sommergäste auf, und häufig kam auch die Berliner Verwandtschaft wie Max Delbrück  und Emmi Bonhoeffer zu Besuch. Emmi Bonhoeffer erinnert sich: „Sie lebten von dem Unterricht, den sie gaben, er Geige, sie Klavier, materiell sehr ärmlich, aber es war ein unglaublich reiches Haus an Güte, Humor, Menschlichkeit. Stawedder war unser zweites Zuhause.“
Nach Paul Carrieres frühem Tod zog Lotta Carriere die drei Kinder des Paares, den späteren Arzt Justus Alfred Carrière (1915–) und seine Schwestern Johanna Sophie (1916–) und Agnes (1925–2017) allein auf. Im letzten Kriegsjahr 1944/45 nahm sie dazu die drei Kinder von Emmi und Klaus Bonhoeffer auf.

## Werke
- mit Waldemar von Baußnern, Hans-Georg Görner [u. a.]: Singe Dich, Seele, in Gott hinein! Choralbuch: Mit neuen Choralweisen,  Berlin: Trowitzsch & Sohn 1928
- (posthum) Legenden. Lübeck: Heiner Hofmann 1930 (= Die schöne Pforte 1)

### Kompositionen
- Lieder der jungen Mutter für 1 Singstimme und Klavier. Lübeck: H. Hofmann 1930.
- Kyrie für Knaben- oder. Frauenchor. Lübeck: Westphal 1931
- Klavier-Quartett (Quartett für Klavier, Violine, Viola und Cello). Vervielfältigte Partitur, Stadtbibliothek Lübeck